# Cory Booker
Cory Anthony Booker (ur. 27 kwietnia 1969) – amerykański polityk związany z Partią Demokratyczną, od 2013 senator z New Jersey, w latach 2006–2013 burmistrz Newark, w latach 1998–2002 radny.

## Wczesne życie i edukacja
Urodził się 27 kwietnia 1969 w Waszyngtonie jako Cory Anthony Booker. Wychowywał się na przedmieściach w New Jersey wraz z bratem Cary’m Bookerem. Jego rodzice, Cary i Carolyn Booker byli w zarządzie IBM.
Po ukończeniu liceum Northern Valley Regional High School w Old Tappan w 1987, rozpoczął studia na Uniwersytecie Stanforda w Kalifornii, gdzie grał w futbol amerykański. W 1991 zdobył tytuł Bachelor’s degree, a w 1992 został magistrem tej uczelni. W 1994 ukończył studia prawnicze na uniwersytecie Yale Law School i zdobył stopień Juris Doctor. W 1994 roku ukończył też studia podyplomowe na Uniwersytecie Oksfordzkim, na które uczęszczał dzięki Stypendium Rhodesa.

## Kariera prawnicza
Po zdobyciu tytułu rozpoczął pracę jako adwokat w sektorze non-profit. W 1997 dołączył do organizacji adwokackiej Urban Justice Center w Nowym Jorku.
Od 2002 do 2006 pracował jako partner w firmie Booker, Rabinowitz, Trenk, Lubetkin, Tully, DiPasquale & Webster.

## Działalność polityczna w Newark
Od 1998 do 2002 był jednym z radnych miasta Newark w New Jersey, a w 2006 został wybrany na burmistrza. O jego zwycięstwie w wyborach powstał film dokumentalny Street Fight Sharpe’a Jamesa. W czasie sprawowania urzędu starał się przyciągać do Newark przedsiębiorców i inwestorów. Przekonał między innymi firmę Facebook do zainwestowania w usprawnienie szkół publicznych w mieście. Nie udało mu się, wbrew deklarowanym zamiarom, rozwiązać problemu miasta z bezrobociem, przestępczością i korupcją. Jako burmistrz zasłynął dzięki różnym aktom osobistej pomocy mieszkańcom. W czasie sprawowania urzędu uratował sąsiada z pożaru, osobiście pomógł ścigać podejrzanego o napad na bank, odgarniał zasypane śniegiem obszary na żądanie i zaprosił do domu rezydentów sąsiednich miast w czasie Huraganu Sandy. Często kontaktował się z mieszkańcami za pomocą mediów społecznościowych. W 2013 opróżnił urząd.

## Senator
16 października 2013 został wybrany do Senatu w specjalnych wyborach, które miały na celu wyłonienie następcy, zmarłego w tym samym roku, senatora Franka Lautenberga. 31 października 2013 objął urząd senatora II klasy. 4 listopada 2014 został wybrany na kolejną kadencję. Należał do senackich komisji senackich zajmujących się sprawami zagranicznymi, sądownictwem, małymi biznesami, przedsiębiorczością, środowiskiem i robotami publicznymi.
1 sierpnia 2017 Booker przedstawił projekt ustawy The Marijuana Justice Act o usunięciu marihuany z listy substancji kontrolowanych przez rząd federalny.
W 2008 wyróżnił się swoimi działaniami na rzecz przegłosowania ustawy o redukcji przepełnienia więzień w Stanach Zjednoczonych i podpisania jej przez prezydenta Donalda Trumpa. W tym celu prowadził mediacje między Demokratami, a Republikanami. Wyróżnił się również aktywnością w czasie przesłuchiwania kandydującego do Sądu Najwyższego Bretta Kavanaugha przed komisją.
1 lutego 2019 ogłosił swój udział w prawyborach prezydenckich przed wyborami w 2020 roku. Zrezygnował 13 stycznia 2020 z powodu niezadowalających wyników w sondażach.

## Życie prywatne
Jest baptystą.
W 1992 został wegetarianinem, a od 2014 jest weganem.
Nigdy nie zawarł związku małżeńskiego. Od października 2018 umawia się z aktorką Rosario Dawson.